# Herman Groman
Herman Charles Groman (Odebolt, 18 agosto 1882 – Whitehall, 21 luglio 1954) è stato un velocista statunitense, specializzato nei 400 metri piani.
Partecipò ai Giochi olimpici di Saint Louis 1904 nella sua specialità, conquistando la medaglia di bronzo con un tempo di 50"0.

## Palmarès
| Anno | Manifestazione  | Sede        | Evento    | Risultato | Prestazione | Note |
| ---- | --------------- | ----------- | --------- | --------- | ----------- | ---- |
| 1904 | Giochi olimpici | Saint Louis | 400 metri | Bronzo    | 50"0        |      |